# Andrea Ypsilanti
Andrea Ypsilanti, née Andrea Dill le 8 avril 1957 à Rüsselsheim, est une femme politique allemande du Parti social-démocrate (SPD). Elle est depuis mars 2003 présidente de la fédération du SPD en Hesse et depuis janvier 2007 présidente du groupe SPD et chef de l’opposition au Landtag de Hesse. Elle était tête de liste des sociaux-démocrates aux élections législatives régionales de janvier 2008.

## Origines et formation
Fille d’un travailleur d’Opel, Andrea Dill a passé sa jeunesse à Rüsselsheim. Après avoir été reçue à l’Abitur, elle a travaillé comme secrétaire et comme hôtesse de l'air à la Lufthansa.
De 1986 à 1992, elle a suivi des études de sociologie et de science politique à Francfort-sur-le-Main.

## Positions politiques
Elle est considérée comme faisant partie de l'aile gauche du SPD. Elle s'est notamment opposée au réformes Hartz mises en œuvre par le gouvernement social-démocrate de Gerhard Schröder, ce qui l'a fait connaître dans toute l'Allemagne.
Lors de la campagne pour les élections législatives régionales de janvier 2008, elle a mis en avant les thèmes des énergies renouvelables, de l'éducation et du salaire minimum, tandis que son opposant chrétien-démocrate Roland Koch faisait campagne autour de la criminalité des jeunes issus de l'immigration.

## Élections législatives régionales de 2008 en Hesse
Ces élections qui ont abouti à un match nul entre le SPD et la CDU (42 représentants élus pour chaque formation, avec respectivement 36,7 % et 36,8 % des suffrages exprimés), alors que la CDU possédait la majorité absolue dans la législature précédente.
Andrea Ypsilanti a refusé la formation d'une grande coalition, et a exprimé le souhait de former un gouvernement minoritaire avec les Verts, en étant élue avec l'appui de Die Linke qui n'entrerait toutefois pas dans le gouvernement. Cette position a été fortement critiquée par Dagmar Metzger, député du SPD fraîchement élu, qui a menacé de ne pas voter pour elle dans ce cas. Le 7 mars, elle a donc annoncé qu'elle ne serait pas candidate au poste de ministre-président.
Le 5 avril, lors de l'assemblée constituante de la 17e législature du parlement régional de Hesse, le gouvernement CDU sortant a donc été reconduit pour traiter les affaires courantes, en attente de la formation d'une coalition capable de gouverner.
Toutefois, depuis la fin août 2008, Andrea Ypsilanti a réitéré sa volonté de se faire élire ministre-président de la Hesse en formant une coalition SPD-Verts tolérée par la Gauche. Elle a été soutenue dans cette direction par 335 délégués du SPD sur 350 lors d'une journée extraordinaire du parti qui a eu lieu le 4 octobre à Rotenburg an der Fulda. Des négociations avec la Gauche et les Verts aboutissent et l'élection est prévue pour le 4 novembre. Toutefois, la veille du scrutin, quatre députés du SPD — Jürgen Walter, Dagmar Metzger, Carmen Everts und Silke Tesch — annoncent qu'ils ne voteront pas pour Andrea Ypsilanti, rendant caduc son projet.
À la suite de cet échec, le parlement régional s'est dissous, provoquant de nouvelles élections 
législatives régionales le 18 janvier 2009. Bien qu'elle ait laissé la tête de liste à son proche collaborateur Thorsten Schäfer-Gümbel, Andrea Ypsilanti a assumé le recul important du SPD lors de ces élections (-13,0 %) en démissionnant de ses fonctions de représentante du SPD au niveau du Land et du groupe parlementaire de l'assemblée régionale. Elle est toutefois restée député régionale.